# Indonesia AirAsia-vlucht 8501
Indonesia AirAsia-vlucht QZ8501 is een vaste lijndienst tussen de Indonesische stad Soerabaja en Singapore, uitgevoerd door luchtvaartmaatschappij Indonesia AirAsia, een dochteronderneming van de Maleisische maatschappij AirAsia. Op 28 december 2014 verdween de Airbus A320-200 met vluchtnummer QZ8501 om 0:24 uur (CET), ongeveer veertig minuten na vertrek uit Soerabaja, van de radar toen het boven de Javazee vloog. Het vliegtuig zond geen noodsignaal uit. Aan boord van het vliegtuig waren 155 passagiers en 7 bemanningsleden.
Er kwam meteen een zoekactie op gang onder leiding van Indonesië. Op 30 december troffen reddingswerkers in de Javazee lichamen en wrakstukken aan die afkomstig waren van het vliegtuig. De zwarte dozen werden half januari geborgen. Eind februari 2015 werd het laatste deel van de romp geborgen.

## Verdwijning
Nadat het vliegtuig om 22:35 (CET) was vertrokken vanaf luchthaven Juanda nabij Soerabaja, namen de piloten om 23:12 (CET) contact op met de Indonesische luchtverkeersleiding. Ze vroegen permissie om op 38.000 voet (11.000 meter) hoogte te gaan vliegen in verband met het slechte weer.
Deze toestemming kon niet worden gegeven omdat er al een ander vliegtuig op die hoogte vloog. Om 00:24 (CET) verloor de luchtverkeersleiding het contact met vlucht QZ8501. Het vliegtuig had om 1:30 uur (CET) moeten landen op luchthaven Changi in Singapore.

## Vondst en berging
Na twee dagen werden lichamen, reddingsvesten en drijvende wrakstukken van het toestel in de Javazee gevonden. In een ziekenhuis in Soerabaja werd alles klaargemaakt voor het identificatieproces. Op 10 januari werd het staartstuk geborgen. Op 14 januari vond een schip van de Singaporese marine de romp van het toestel. Duikers slaagden er op 23 januari voor het eerst in om tot de romp van het toestel door te dringen. Er werden zes lichamen uit de romp geborgen, maar duikers meldden dat er nog meer lichamen in het toestel zaten. Op 27 januari 2015 meldde de Indonesische marine dat de berging werd gestopt, na een aantal mislukte pogingen om de romp van het vliegtuig te bergen. Eind februari 2015 werd het laatste deel van de romp van het vliegtuig toch boven water gehaald. Tot deze datum waren de lichamen van in totaal 103 personen geborgen.
De zwarte dozen werden op 12 en 13 januari geborgen. Deze worden in Indonesië onderzocht. Het onderzoek zal zo'n zeven maanden in beslag nemen. Volgens een voorlopig rapport van eind januari 2015 toonden de vluchtgegevens van een van de zwarte dozen aan dat de copiloot met het vliegtuig vloog. Hoofdonderzoeker Mardjono Siswosuwarno stelde dat de datarecorder een "vrij duidelijk beeld" gaf van de laatste momenten van de vlucht.

## Oorzaak
Het onderzoeksrapport meldt als oorzaak:
....both RTLU (rudder travel limiter unit) failure.... The same fault occurred 4 times during the flight.
The flight crew action to the first 3 faults in accordance with the ECAM messages. Following the fourth fault, the FDR recorded different signatures that were similar to the FAC CB‟s being reset resulting in electrical interruption to the FAC‟s.
The electrical interruption to the FAC caused the autopilot to disengage and the flight control logic to change from Normal Law to Alternate Law, the rudder deflecting 2° to the left resulting the aircraft rolling up to 54° angle of bank.
Subsequent flight crew action leading to inability to control the aircraft in the Alternate Law resulted in the aircraft departing from the normal flight envelope and entering prolonged stall condition that was beyond the capability of the flight crew to recover.
Vrij vertaald in het Nederlands: Naar aanleiding van het meerdere malen falen van beide rudder travel units besloot de gezagvoerder om de circuitbreakers (zekeringen) voor de "FAC's" te resetten (Noot: The Flight Augmentation Computer controles rudder, rudder trim and yaw damper inputs). Dit resulteerde in het overgaan van de besturing van "normal law" op "alternate law". Als gevolg hiervan rolde het vliegtuig naar links in een helling tot 54°. In een poging om te herstellen uit deze situatie gaf de crew diverse stuurcommando's (Noot: Soms door beide vliegers tegelijkertijd en tegengesteld aan elkaar) waardoor het vliegtuig uiteindelijk in een volledige overtreksituatie terechtkwam waaruit het niet meer hersteld werd.

## Bemanning en passagiers
Onder de 162 inzittenden bevonden zich 17 kinderen en één peuter. De Indonesische piloot had meer dan 20.500 vlieguren aan ervaring, waarvan 7.000 bij AirAsia. De co-piloot had de Franse nationaliteit. Op een Brit, een Maleisiër, een Singaporees en drie Zuid-Koreanen na kwamen alle 155 passagiers uit Indonesië. Indonesia AirAsia heeft vrijwel direct na het ongeluk de passagierslijst vrijgegeven.
Britten-Norman Islander (20 januari) ·
Lockheed C-130 Hercules Algerije (11 februari) ·
Nepal Airlines-vlucht 183 (16 februari) ·
748 Air Services HS 748 crash (17 februari) ·
Ethiopian Airlines-vlucht 702 (17 februari) ·
Malaysia Airlines-vlucht 370 (8 maart) ·
Haughey Air AgustaWestland AW139 (13 maart) ·
Antonov An-74 crash van Laos luchtmacht (17 mei) ·
Ilyushin Il-76 van Oekraïense luchtmacht (14 juni) ·
Olsberg vliegtuigbotsing (23 juni) ·
Skyward International Aviation Fokker 50 (2 juli) ·
Malaysia Airlines-vlucht 17 (17 juli) ·
TransAsia Airways-vlucht 222 (23 juli) ·
Air Algérie-vlucht 5017 (24 juli) ·
Indonesia AirAsia-vlucht 8501 (28 december)